# V pískovně
V pískovně je přírodní rezervace na území hlavního města Prahy. Rozkládá se na rozhraní katastrů Dolní Počernice a Hostavice, a to v povodí potoka Rokytka a Svépravického potoka. Celková rozloha činí 7,7 ha. Do ochranného pásma spadá i rybník Martiňák, dále pak louky a rákosiny v povodí Svépravického potoka. Oblast spravuje odbor ochrany prostředí Magistrátu hl. m. Prahy.
Motivem pro vyhlášení přírodní rezervace byla snaha zachovat mokřadní společenstva v druhotném biotopu zatopené pískovny a na loukách v povodí Rokytky a zároveň zachovat významné hnízdiště ptactva. Území bylo vyhlášeno přírodní rezervací v roce 1988.

## Historie

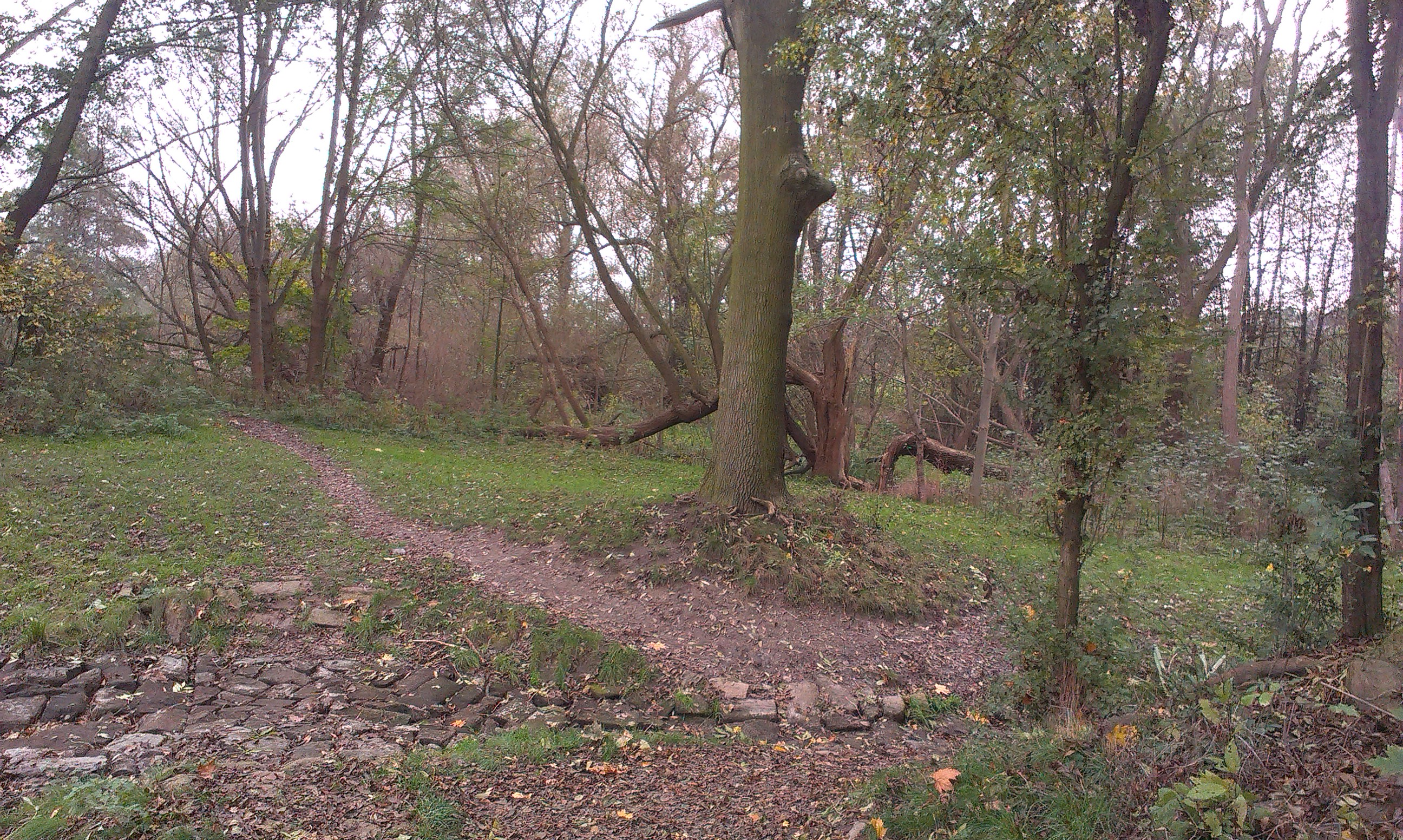
Břeh pískovny

Písek se v lokalitě začal těžit na konci 19. století, kdy zde vznikla pískovna, a těžba pokračovala až do počátku 60. let 20. století. Následně byla pískovna zatopena a stala se útočištěm a letovou zastávkou mnoha druhů ptáků. V 70. letech 20. století se z původní rokle pískovny stala skládka odpadu. Byl sem odvážen odpad z tehdejší demolice domů na pražském Žižkově. V roce 2006 byla skládka zrekultivována a přeměněna na park. Následně byla revitalizována i černá skládka, která se nacházela v těsné blízkosti přírodní rezervace, a taktéž byla přeměněna na parkovou plochu. Zatopená pískovna je ponechána samovolnému vývoji a slouží především ke sportovnímu rybolovu, mysliveckým účelům a rekreaci. V budoucnosti by se měla přírodní rezervace stát součástí velkého centrálního městského parku U Čeňku.

## Přírodní podmínky

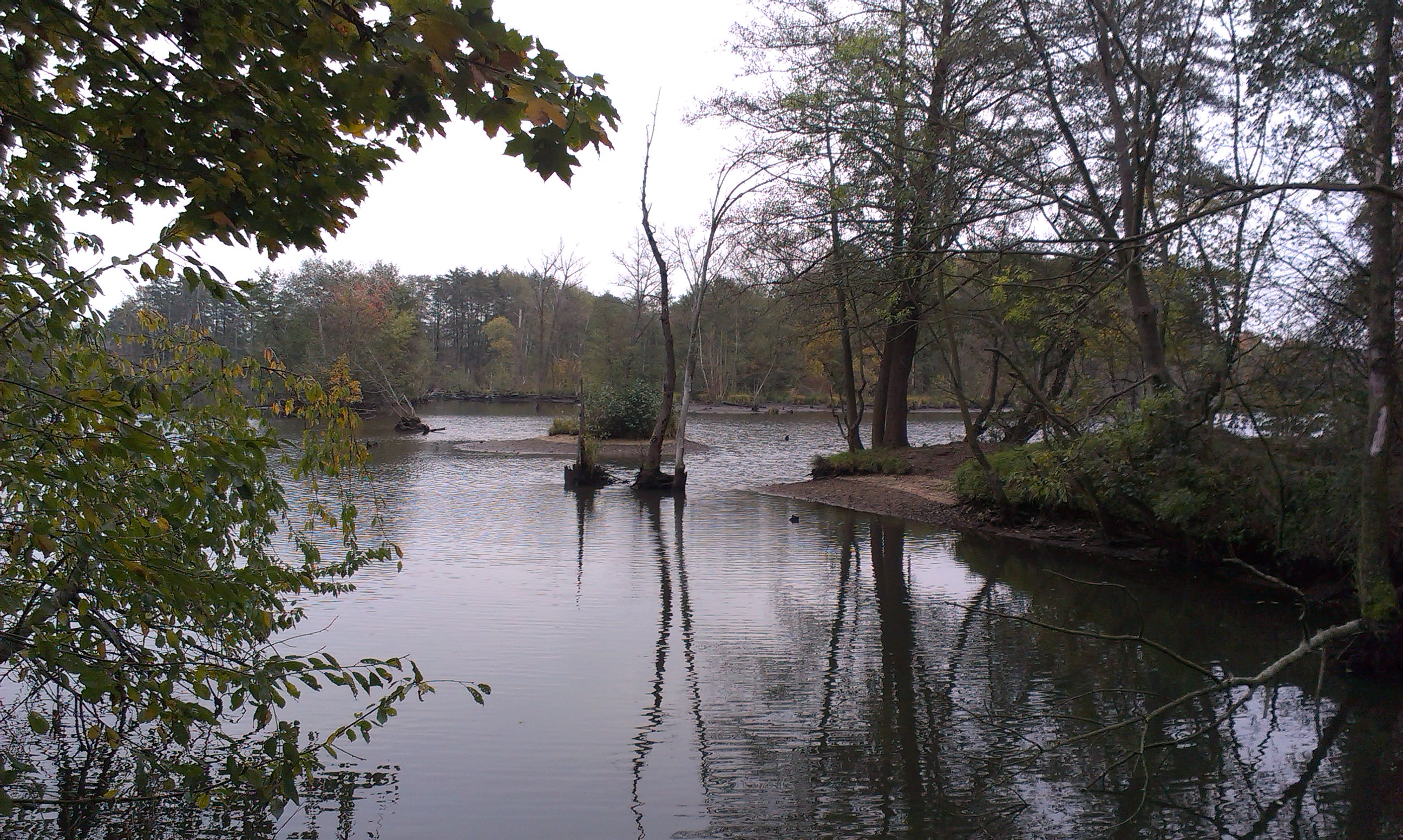
Zatopená pískovna

### Geologie
Přírodní rezervace V pískovně je součástí České křídové pánve, konkrétně okrsku Čakovická tabule. Podkladem jsou břidlice a prachovce ordoviku a nad nimi jsou uloženy písčité štěrky údolní terasy Rokytky. Území přírodní rezervace je morfologicky jednotvárné. Vzniklo po ústupu moře v druhohorách a je tvořeno především opukami a pískovci, vyskytují se zde i tzv. písníky. Půdy této oblasti jsou velmi rozmanité. Na území přírodní rezervace můžeme najít fluvizemě, glejové fluvizemě, gleje a organozemě. V okolí pískovny převažují jílovitohlinité půdy, v některých místech velmi zásadité a v důsledku dlouhodobého působení těžké mechanizace poněkud ulehlé.

### Hydrologie
PR V pískovně se nachází v povodí potoka Rokytka a Svépravického potoka. Svépravický potok vytéká z rybníka Martiňáku a ústí do potoka Rokytka, přičemž jedno jeho rameno ústí do vodní nádrže V pískovně. Požerák byl v pískovně vytvořen teprve v roce 2010, nyní je tedy možné rybník vypouštět do potoka Rokytka. Ze dna byly odstraněny dvě třetiny sedimentu a byla opravena i část hráze.
Rybník Martiňák byl obnoven v 50. letech 20. stol. a byl několikrát rekonstruován a odbahněn. Protéká jím Svépravický potok a ústí do něj potok Chvalka. Rybníky Martiňák a Pískovna patří do rybářského revíru Rokytka. V pískovně je však lov ryb zakázán z důvodu ochrany přírodní rezervace. V rybníku Martiňák je povolen lov přívlačí od poloviny června do konce listopadu.
Vodní poměry byly v minulosti negativně ovlivňovány umělým zahloubením a dlážděním koryt potoků.

### Flóra

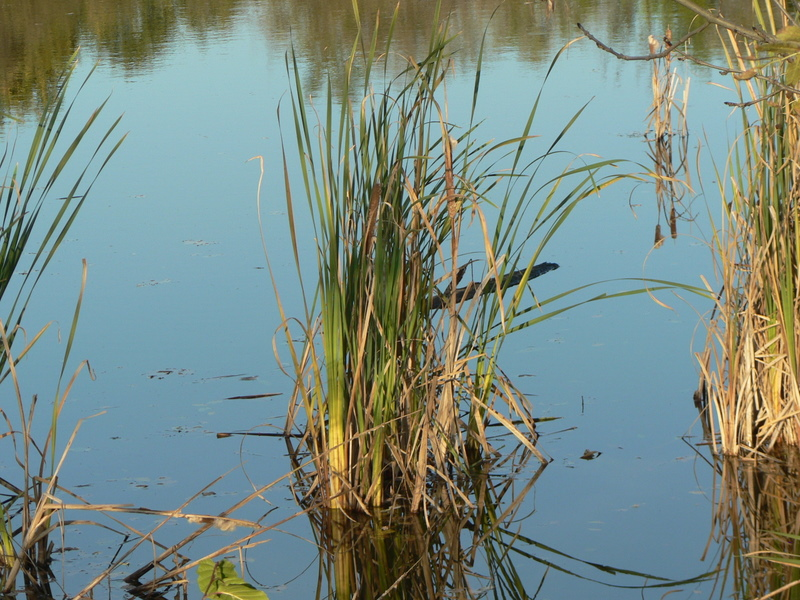
Orobinec širolistý

Dominantní rostlinou zatopené pískovny je orobinec širolistý (Typha latifolia), který tu tvoří rozsáhlé porosty. Dalšími typickými bylinami pro tuto oblast jsou např. ostřice nedošáchor (Carex pseudocyperus), šťovík klubkatý (Rumex conglomeratus), sítina sivá (Juncus inflexus), karbinec evropský (Lycopus europaeus), opletník plotní (Calystegia sepium) a kyprej obecný (Lythrum salicaria). Významnými mokřadními druhy bylinného patra jsou také rákos obecný (Phragmites australis), kopřiva dvoudomá (Urtica dioica), kosatec žlutý (Iris pseudacorus), žluťucha lesklá (Thalictrum lucidum) , dále kakost měkký (Geranium molle), ostřice řízná (Carex acuta), tužebník jilmový (Filipendula ulmaria), šťovík přímořský (Rumex maritimus), sítina rozkladitá (Juncus effusus), skřípina lesní (Scirpus silvaticus) a dvojzubec trojdílný (Bidens tripartita).
Ze dřevin chráněnému území dominuje olše lepkavá (Alnus glutinosa), jejíž kmeny ční i z hladiny zatopené pískovny. Ta je také hlavní dřevinou ostrůvku lužního lesa společně s vrbou bílou (Salix alba) a vrbou křehkou (Salix fragilis). Celkem se na území přírodní rezervace nachází dvanáct druhů vrb, z nichž převládá právě vrba bílá. Další typickou dřevinou je jasan ztepilý (Fraxinus excelsior). Lesní porosty patřící k PR jsou z části umělou výsadbou a z části jsou tvořeny náletovými dřevinami.

### Fauna

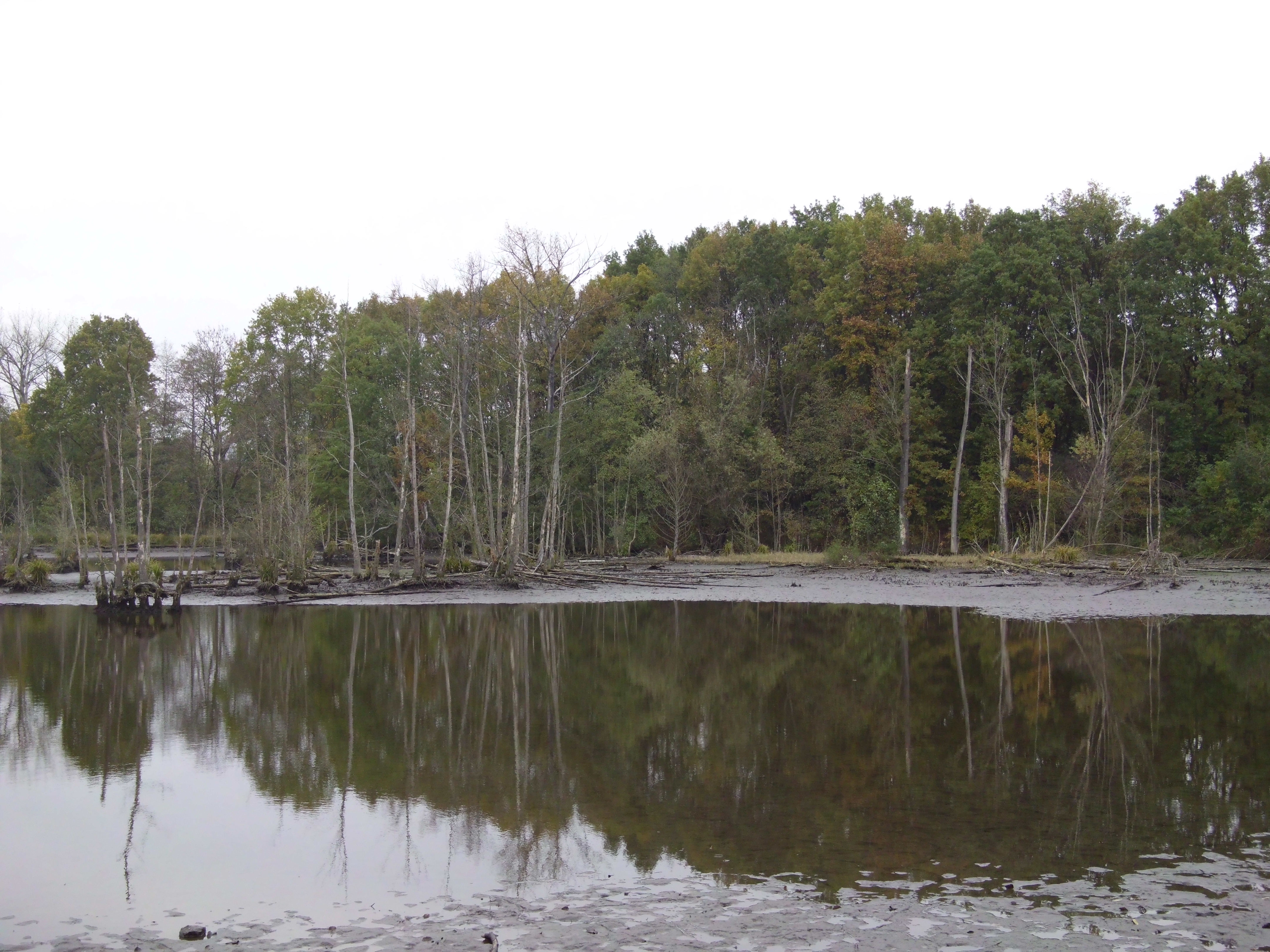
V pískovně

Z bezobratlých živočichů se V pískovně vyskytuje mnoho druhů plžů a brouků. Mezi v Praze vzácné vodní plže můžeme zařadit kružníka hladkého (gyraulus laevis) a levotočku bažinnou (aplexa hypnorum). Suchozemští plži luk jsou zastoupeni rodem vrkoč, např. druhy vrkoč útlý (Vertigo angustior), vrkoč mnohozubý (Vertigo antivertigo) a velmi vzácným údolníčkem rýhovaným (Vallonia enniensis). Z brouků jsou zde početně zastoupeny rody mandelinkovitých (např. Chrisolina polita a Plagiodera versicolorea) a nosatcovitých (např. Apion meieri, Nanophyes marmoratus). Staré vrby slouží jako útočiště kovaříka Ampendus elegantulus. Čeleď střevlíkovitých je zde zastoupena devadesáti druhy, např. Notiphilus aquaticus, Trechoblemus micros, Broscus cephalotes. Na rákosinové porosty jsou též vázáni motýli travařík velký (Schoenobius gigantella) a zdobníček rákosinový (Cosmopterix lienigiella).
Území přírodní rezervace je významným hnízdištěm mokřadního ptactva a také významnou tahovou zastávkou. Hnízdí zde kachna divoká (Anas platyrhynchos), lyska černá (Fulica atra), potápka roháč (Podiceps cristatus), slípka zelenonohá (Gallinula chloropus), volavka popelavá (Ardea cinerea), rákosník zpěvný (Acrocephalus palustris), rákosník obecný (Acrocephalus scirpaceus), moták pochop (Circus aeruginosus), kulík říční (Charadrius hiaticula) a strnad rákosní (Emberiza schoeniclus). Hnízdiště lednáčka říčního (Alcedo atthis) a moudivláčka lužního (Remiz pendulinus) byla poškozena rozšiřováním zahrádkářské kolonie. Ledňáček říční je spolu s dalšími pěti druhy řazen mezi zvláště chráněné druhy. Z nich čtyři jsou silně ohrožené – krahujec obecný (Accipiter nisus), ledňáček říční (Alcedo atthis), vodouš kropenatý (Tringa ochrupus) a žluva hajní (Oriolus oriolus). Mezi ohrožené druhy jsou řazeni rorýs obecný (Apus apus) a vlaštovka obecná (Hirundo rustica). Stromové patro je charakterizováno typickými lesními druhy ptáků, jako je např. pěnice černohlavá (Sylvia atricapilla), kos černý (Turdus merula), budníček menší (Phylloscopus collybita) a špaček obecný (Sturnus vulgaris).

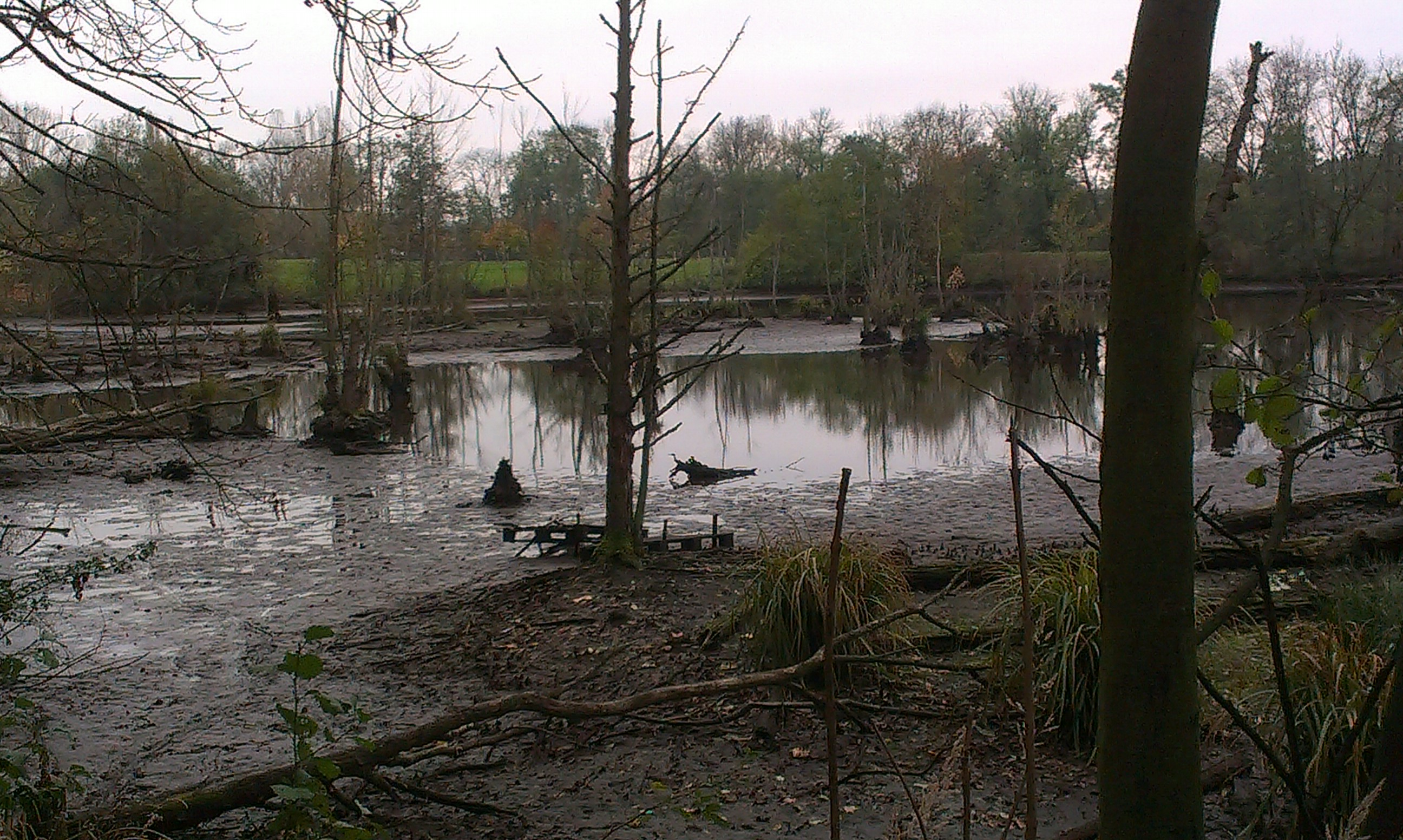
Břeh pískovny

Z obojživelníků se na území přírodní rezervace vyskytuje skokan hnědý (Rana temporaria), skokan zelený (Rana esculenta), skokan skřehotavý (Rana ridibunda) a ropucha obecná (Bufo bufo). Tito obojživelníci se reprodukují převážně v samostatné tůni obklopené vrbami východně od rybníka. V potoce Rokytka se vyskytuje také osm druhů ryb, které se sem dostaly nejspíš z počernického rybníka.
Savci jsou v této oblasti méně běžní. Můžeme zde zahlédnout především některé druhy hlodavců a hmyzožravců, např. rejsce vodního (Neomys fodiens), ježka západního (Erinaceus auropaeus), rejska obecného (Sorex araneus), hryzce vodního (Arvicola terestris), norníka rudého (Clethrionomys glareolus), hraboše polního (Microtus arvalis), myšku drobnou (Micromis minutus), bělozubku šedou (Crodidura suaveolens), myš domácí (Mus musculus), krtka obecného (Talpa europea) a potkana obecného (Rattus norvegicus). Z větších savců byl zde potvrzen výskyt lasice hranostaje (Mustela erminea), zajíce polního (Lepus europaeus), lišky obecné (Vulpes vulpes), ondatry pižmové (Ondatra zibethicus), srnce obecného (Capreolus capreolus), prasete divokého (Sus scrofa). Tito větší savci se tu ale nerozmnožují.

## Ohrožení a ochrana

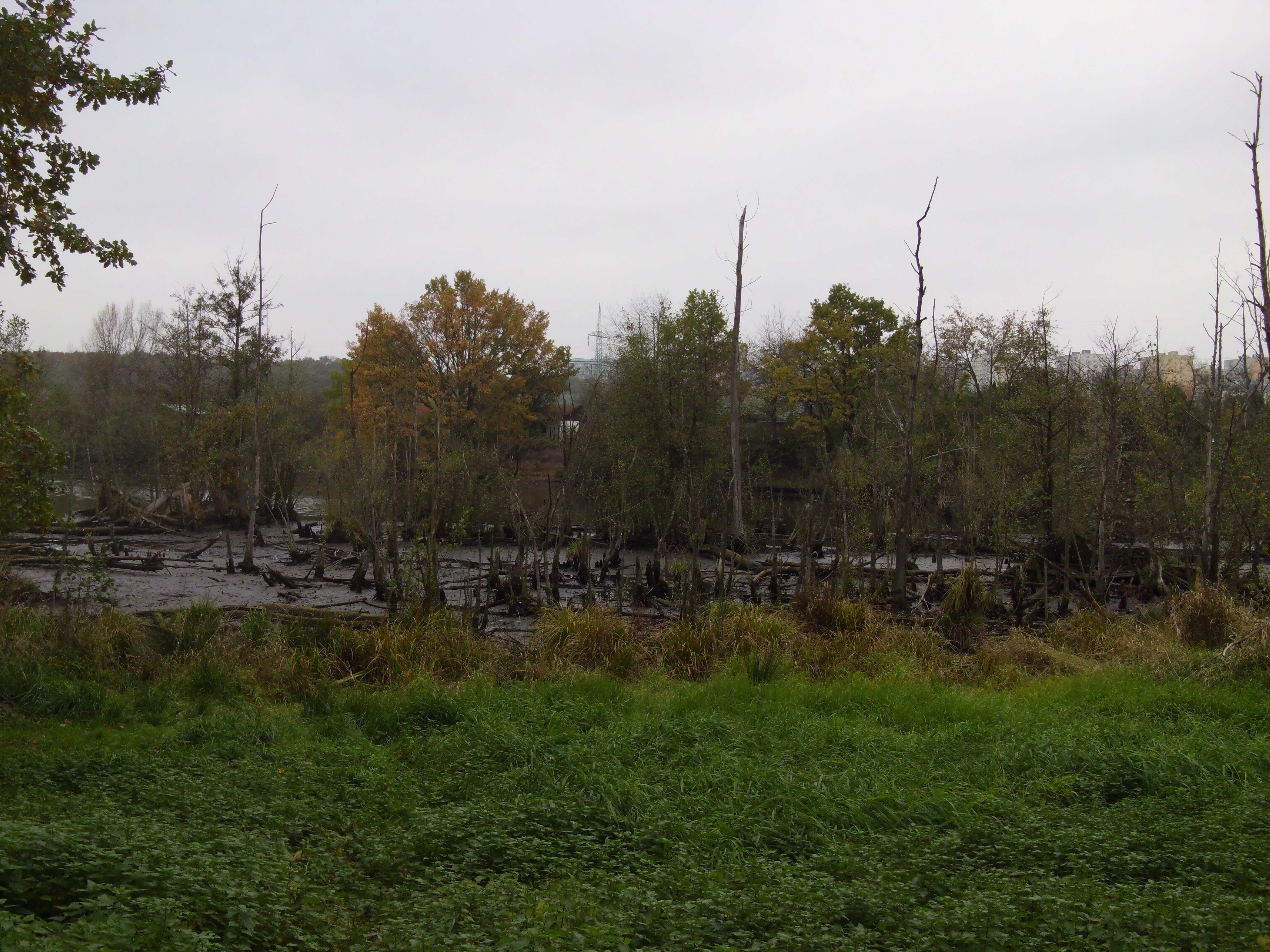
Samostatná tůň východně od pískovny

Ohrožení přírodní rezervace plyne z přítoku Svépravického potoka, který je silně eutrofizovaný. To sice vyhovuje rybářsky atraktivním druhům ryb, ale má nepříznivý vliv na místní ekosystém. Na přírodní rezervaci také nepříznivě působí blízká zahrádkářská kolonie a velká návštěvnost. Území je negativně ovlivňováno i rybáři a volně pobíhajícími psy, kteří často vstupují i do nejcennějších částí rezervace a ruší tak hnízdící ptáky. Za negativní lze považovat i působení imisí z Prahy a okolní zástavby. Míra ohrožení je však menší než v minulosti, kdy zde probíhala intenzivní těžba písku a tvořily se zde skládky odpadu.
Pro zachování stavu přírodní rezervace by bylo vhodné eliminovat nepůvodní dřeviny, jako je např. dub červený (Quercus rubra). Okolní zemědělské pozemky by měly být využívány pouze k extenzivnímu zemědělství, aby se předešlo negativnímu vlivu intenzivního zemědělství. V roce 2011 byla také podána žádost o vyjmutí PR V pískovně z rybářského revíru. Protože je PR jedna z mála možností ke sportovnímu vyžití a rekreaci pro místní obyvatele, je plánována výstavba nových parkových ploch. Tím by došlo k rozptylu návštěvníků do většího prostoru a tím omezení negativního vlivu na přírodní rezervaci. Vhodné by bylo také zamezit přítoku znečištěné vody ze Svépravického potoka, která způsobuje eutrofizaci a zazemňování vodní plochy. Umělé udržování vodní hladiny a odbahňování rybníka je povoleno pouze mimo reprodukční období obojživelníků. Při vysazování rybích obsádek by měly být vyloučeny druhy ryb dravých a introdukovaných a s obsádkami by se mělo hospodařit tak, aby v rybníce byly stále vhodně velké ryby pro ledňáčka říčního a další druhy ptáků. Zakázáno by mělo být i volné pobíhání psů.

## Naučná stezka

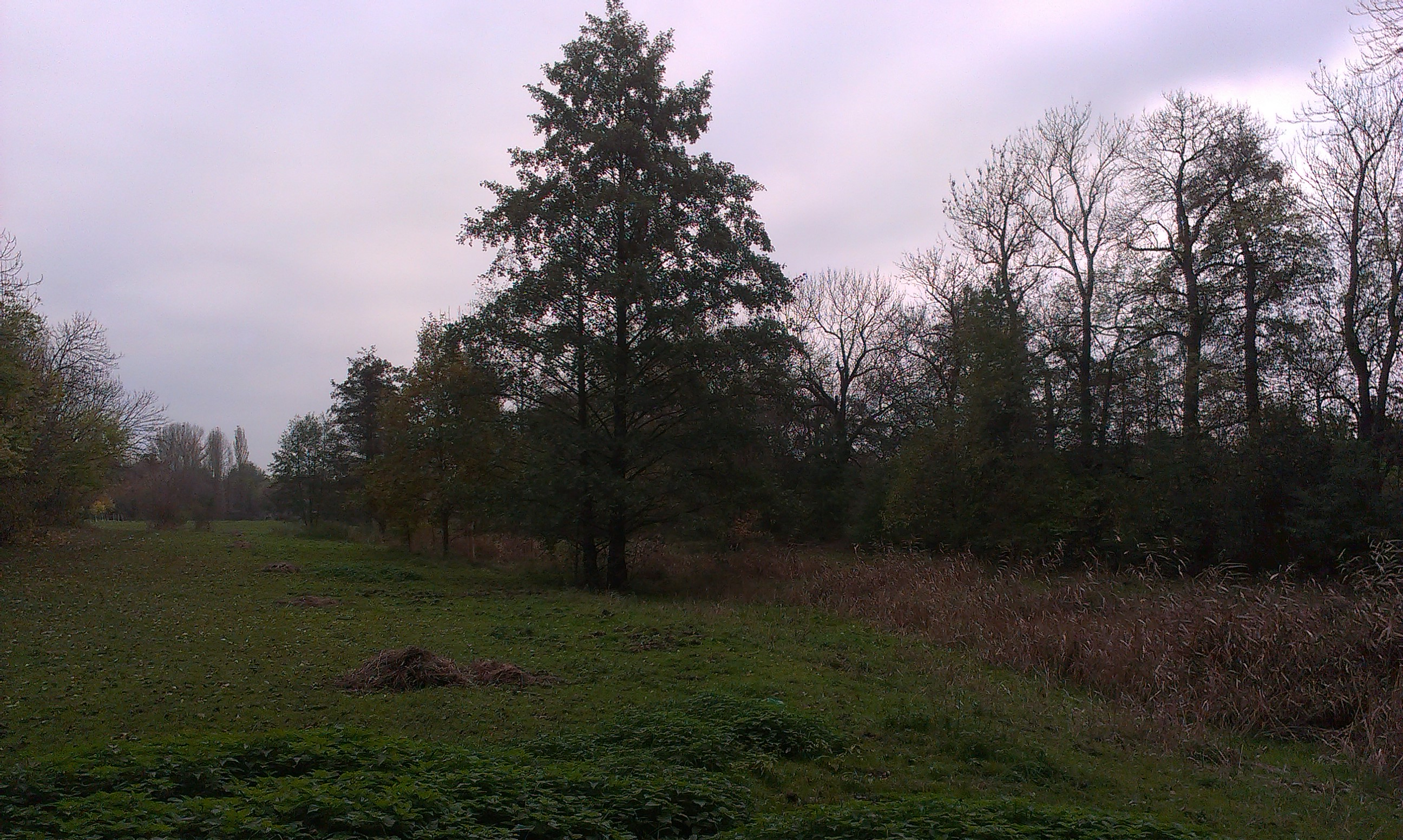
Okolí pískovny

Za pozornost stojí naučná stezka vedoucí z přírodní rezervace V pískovně do středu obce Dolní Počernice. Stezka vede přes 21 přírodních i kulturních zajímavostí a památek a je dlouhá přibližně 2,5-3 km. Po cestě je možné se dočíst například o výše zmíněné rekultivované skládce. Dále je k vidění počernický hřbitov, potok Rokytka, zámecký park, kamenná pevnost, starý a nový zámek, starý mlýn, přírodní amfiteátr, památné stromy, broukárna, starý pivovar a mnoho dalšího.